# Роз'їзд № 6 (Україна)
Роз'їзд № 6 — колишній зупинний пункт на залізничній лінії Постишеве (Покровськ) — Павлоград I (перегін Покровськ — роз'їзд № 5), на південний захід від села Гришине Покровського району.

## Історія
Роз'їзд як зупинку пасажирських потягів було відкрито разом із залізницею у 1935 році. Станом на 1936 рік, тут робив зупинку пасажирський потяг № 66/65 Дніпропетровськ (Дніпро-Головний) — Постишеве: о 3:20 ночі потяг вирушав на Дніпропетровськ, о 21:58 — на Постишеве.
У 1937 році маршрут потягу було подовжено до Ясинуватої. Восени 1943 року радянські війська під час відступу вивели з ладу ділянку Павлоград — Красноармійське, і німецькі окупаційні війська визнали недоцільним її поновлення.
Попри те, що у другій половині 40-х років відповідна ділянка (а з нею — і роз'їзд № 6) фігурувала у радянських атласах залізниць, вона вважалася не діючою. Відновили її лише у 1957 році, але згадки про роз'їзд № 6 в документах за більш пізні періоди відсутні. Втім, станом на 60-ті роки в будці роз'їзду проживали родини залізничників.